# Несмеянов, Владимир Андреевич
Владимир Андреевич Несмеянов (2 июля 1947, Москва — 13 июля 2007, Москва) — советский и российский учёный-биохимик, доктор химических наук, профессор, заведующий лабораторией иммунохимии и учёный секретарь (1983—2007) Института биоорганической химии имени М. М. Шемякина и Ю. А. Овчинникова РАН, лауреат премии Правительства Российской Федерации в области науки и техники (1996).

## Биография
Родился 2 июля 1947 года в Москве в семье учёного-радиохимика, члена-корреспондента АН СССР Андрея Николаевича Несмеянова. В 1965 году окончил школу № 4 с углубленным изучением английского языка.
Мастер спорта СССР по бадминтону. Чемпион Москвы 1968—1969 годов. На общественных началах тренировал сборную команду МГУ по бадминтону.
В 1970 году окончил химический факультет МГУ и был принят на работу в Институт химии природных соединений АН СССР (с 1992 — Институт биоорганической химии имени М. М. Шемякина и Ю. А. Овчинникова РАН), где работал до конца жизни.
В 1975 году защитил кандидатскую диссертацию на тему «Новые подходы к синтезу олигосахаридов». В 1997 году защитил докторскую диссертацию на тему «Молекулярные аспекты механизма биологической активности мурамоилпептидов».
В 1981 возглавил в ИБХ РАН специализированную группу иммунохимии, в затем — лабораторию иммунохимии. В 1983—2007 годах параллельно был учёным секретарём ИБХ РАН.
С 1989 по 2007 год был также куратором группы иммунохимии в Пущинском филиале ИБХ РАН.
В 2000 году получил учёное звание профессора. До 2007 года был заведующим лабораторией иммунохимии кафедры физико-химической биологии и биотехнологии МФТИ.
Умер 13 июля 2007 года в Москве. Похоронен рядом с отцом на кладбище села Луцино Одинцовского района Московской области.

## Научная деятельность
Основные научные работы посвятил изучению молекулярного механизма действия иммуномодуляторов, получению и исследованию мини-антител человека (нового поколения антител, обладающего адресностью и высокой эффективностью воздействия). Также занимался разработкой проблем обеспечения биологической безопасности.
Впервые установил, что рецептор для иммуномодулятора глюкозаминилмурамилдипептида (ГМДП) имеет внутриклеточную локализацию. Руководил работами по использованию в иммунологии фагового дисплея (метода получения набора рекомбинантных антител) и созданию первого в России представителя комбинаторной библиотеки мини-антител мыши в формате фагового дисплея. Идентифицировал пептидомиметик ГМДП, имеющий лучшие свойства, чем природный аналог.
В 1991 году, вместе с группой учёных лаборатории иммунохимии ИБХ РАН (В. Т. Иванов, Т. М. Андронова и другие), им был описан внутриклеточный рецептор с полной специфичностью к мурамилдипептидам. В 2000-х годах было выяснено, что описанный внутриклеточный рецептор представляет собой рецептор врожденного иммунитета, в дальнейшем названный NOD2.
Один из инициаторов и организаторов Международной школы по иммунологии им. Дж. Хэмфри.

## Основные научные публикации
Автор более 100 научных работ.
Учебные пособия
- Несмеянов В. А. Молекулярные основы иммунологии. Учебный курс.
- Несмеянов В. А. Цитокины иммунной системы. // Белки иммунной системы. Учебное пособие для студентов биологических и химических факультетов университетов, медицинских и других высших учебных заведений. — М., 1997.

Статьи
- Ivanov V. T., Andronova T. M., Nesmeyanov V.A., Pinegin B. V., Ledger P., Bomford R., Khaitov R. M. The mechanism of action and clinical efficacy of the immunomodulator glucosaminylmuramyl dipeptide (Lycopid). // Клиническая медицина. 1997. Т. 75. С. 11.
- Несмеянов В. А. Глюкозаминилмурамилпептиды: на пути к пониманию молекулярного механизма биологической активности. // International Journal on Immunarehabilitation. 1998. № 10. С. 19-29.
- Zavalova L. L., Lukyanov S. A., Sass A. V., Snezhkov E. V., Akopov S. B., Artamonova I. I., Archipova V. S., Nesmeyanov V. A., Sverdlov E. D., Baskova I. P., Kozlov D. G., Benevolensky S. V., Kiseleva V. I., Poverenny A. M. Destabilase from the medicinal leech is a representative of a novel family of lysozymes. // Biochimica et Biophysica Acta (BBA)/Protein Structure and Molecular Enzymology. 2000. Т. 1478. № 1. С. 69-77.
- Rubina A. Yu., Dyukova V. I., Dementieva E. I., Stomakhin A. A., Zasedatelev A. S., Nesmeyanov V. A., Grishin E. V. Quantitative immunoassay of biotoxins on hydrogel-based protein microchips. // Analytical Biochemistry. 2005. Т. 340. № 2. С. 317—329.
- Несмеянов В. А. (в соавт.) Библиотека мини-антител человека в формате фагового дисплея: Создание и апробация. // Доклады РАН. 2005. Т. 405. № 4.
- Несмеянов В. А. (в соавт.) Синтез и биологические свойства полисахарид-пептидных конъюгатов как потенциальных антигенов для вакцины против менингококков серогрупп А и В. // Биоорганическая химия. 2008. Т. 34. № 5.

## Награды
- 1996 — Премия Правительства Российской Федерации в области науки и техники — за разработку и создание биотехнологического производства ликопида — нового иммунокорригирующего лекарственного препарата[11]